# Dezemberverfassung
Dezemberverfassung ist eine zusammenfassende Bezeichnung für die fünf Staatsgrundgesetze und das Delegationsgesetz, die am 21. Dezember 1867 durch den Kaiser von Österreich, Franz Joseph I., sanktioniert wurden und tags darauf in Kraft traten. Sie galten für die cisleithanischen (nicht-ungarischen) Länder der Habsburgermonarchie bis zu deren Auseinanderfallen im Oktober/November 1918. Das Delegationsgesetz wurde, dem Ausgleich mit Ungarn vom Juni 1867 entsprechend, im Königreich Ungarn in ungarischer Sprache mit gleichem Inhalt beschlossen und kundgemacht; ansonsten unterschied sich die ungarische Verfassung von der cisleithanischen beträchtlich.

## Entstehung
Die Entstehung der Dezemberverfassung ist im engsten Zusammenhang mit dem österreichisch-ungarischen Ausgleich zu sehen, durch den das bis dahin einheitliche Kaisertum Österreich in die aus zwei Staaten bestehende österreichisch-ungarische Monarchie umgewandelt wurde.
Franz Joseph hatte 1865 das Grundgesetz über die Reichsvertretung, den Kern der Februarverfassung 1861 (Februarpatent), sistiert und den Reichsrat aufgelöst, um den so genannten Ausgleich, das Finden eines Kompromisses zwischen den Wünschen der magyarischen Herrschaftsschicht und jenen des Monarchen, im Alleingang zu verhandeln.
Die Ausgleichsverhandlungen wurden im März 1867 abgeschlossen. Nun musste der Ausgleich in Cisleithanien noch vom nach Abschluss der Verhandlungen wieder einberufenen Reichsrat nachvollzogen werden (in Ungarn befasste sich der Reichstag damit). Am 22. Mai 1867 wurde der Reichsrat einberufen und vor vollendete Tatsachen gestellt. Die Regierung unter Ministerpräsident Friedrich Ferdinand von Beust beabsichtigte, die Zustimmung des Reichsrates zum Ausgleich damit zu „erkaufen“, dass sie gemeinsam mit den bezüglichen Regierungsvorlagen zwei weitere Regierungsvorlagen in das Abgeordnetenhaus brachte, durch die die rechtliche Ministerverantwortlichkeit wieder eingeführt und das Notverordnungsrecht des Monarchen streng reglementiert werden sollte. Demgegenüber forderten zahlreiche Abgeordnete eine neue Verfassung.
Schließlich entschied der Verfassungsausschuss des Abgeordnetenhauses am 24. Juli, dass keine neue Verfassungsurkunde zu entwerfen sei, sondern lediglich das Grundgesetz von 1861 zu modifizieren und durch weitere „Spezialgesetze“ zu ergänzen sei; dabei würde es sich empfehlen, sich, soweit es unter den geänderten Verhältnissen tunlich ist, an die betreffenden Bestimmungen der Verfassung vom 4. März 1849 – der Oktroyierten Märzverfassung – zu halten.
Noch im Juli wurde – auf der Grundlage modifizierter Regierungsvorlagen – das Notverordnungsrecht des Grundgesetzes über die Reichsvertretung präzisiert und die Geltung der Notverordnungen auf den Zeitraum bis zum nächsten Zusammentritt des Reichsrates beschränkt, weiters die rechtliche Ministerverantwortlichkeit eingeführt, also die Möglichkeit für jedes der beiden Häuser des Reichsrates, einen Minister wegen behaupteter Gesetzesverletzung vor einem neu einzurichtenden Staatsgerichtshof anzuklagen.
Im Dezember 1867 schließlich verabschiedete der Reichsrat insgesamt sechs Verfassungsgesetze, die nach kaiserlicher Sanktion aufgrund eines eigenen Kundmachungsgesetzes, das den politischen Junktimcharakter sicherstellen sollte, am Tag der Veröffentlichung, somit am 22. Dezember 1867, in Kraft traten und in Summe als Dezemberverfassung bezeichnet wurden:
- Das Gesetz vom 21. Dezember 1867, wodurch das Grundgesetz über die Reichsvertretung vom 26. Februar 1861 abgeändert wird
- Das Staatsgrundgesetz vom 21. Dezember 1867 über die allgemeinen Rechte der Staatsbürger für die im Reichsrathe vertretenen Königreiche und Länder
- Das Staatsgrundgesetz vom 21. Dezember 1867 über die Einsetzung eines Reichsgerichts
- Das Staatsgrundgesetz vom 21. Dezember 1867 über die richterliche Gewalt
- Das Staatsgrundgesetz vom 21. Dezember 1867 über die Ausübung der Regierungs- und Vollzugsgewalt
- Das Gesetz vom 21. Dezember 1867 über die allen Ländern der österreichischen Monarchie gemeinsamen Angelegenheiten und die Art ihrer Behandlung (das so genannte Delegationsgesetz; die Bezeichnung österreichische Monarchie folgte hier noch der alten, mit dem Ausgleich aufgegebenen Struktur der Monarchie, doch wurde die neue Bezeichnung, österreichisch-ungarische Monarchie, von Franz Joseph I. erst am 14. November 1868 erstmals gewählt)

## Gesetze

### Grundgesetz über die Reichsvertretung
Das Grundgesetz über die Reichsvertretung war als einziger der Bestandteile der Dezemberverfassung kein neues Gesetz, sondern war bereits 1861 im Zuge des Februarpatentes ergangen; 1867 erfuhr es jedoch einige wesentliche Modifikationen.
- Die Unterscheidung zwischen einem weiteren, für die gesamte Habsburgermonarchie zuständigen und einem engeren, nur für die nicht-ungarischen Länder zuständigen Reichsrat entfiel; der Reichsrat war fortan nur mehr für die nicht-ungarischen (cisleithanischen) Länder zuständig; die Bestimmungen über die ungarischen, kroatischen und siebenbürgischen Abgeordneten (sowie auch über die Abgeordneten des im Frieden von Wien 1866 endgültig verlorenen lombardo-venetianischen Königreiches) entfielen daher.
- Die Kompetenzbestimmungen wurden entsprechend den Bestimmungen des Ausgleiches abgeändert.
- Zum Recht des Kaisers, in dringenden Angelegenheiten per kaiserlicher Verordnung zu regieren, wenn der Reichsrat nicht versammelt war, wurde festgelegt, dass solche Verordnungen von sämtlichen Ministern gegenzuzeichnen waren, die damit die Verantwortung übernahmen, und dass die Gesetzeskraft dieser Verordnungen erlosch, wenn es die Regierung unterließ, die Verordnungen binnen vier Wochen nach wieder erfolgtem Zusammentritt des Abgeordnetenhauses diesem vorzulegen.
- Gestärkt sah sich das Parlament auch durch die Festlegung der Notwendigkeit jährlicher Steuerbewilligung sowie durch die Einführung von Kontrollrechten gegenüber der Regierung, insbesondere durch die Verankerung des Interpellationsrechts, also des Rechts, Anfragen an die Minister zu richten.
- Auch die Immunität der Parlamentarier, die sie vor Übergriffen durch die Regierung schützen sollte, seit 1861 durch ein eigenes Gesetz geregelt, wurde nunmehr ins Grundgesetz über die Reichsvertretung übernommen.

Die Zahl der Mitglieder des Abgeordnetenhauses wurde mehrmals erhöht, ihr Wahlmodus sukzessive demokratisiert. Am 2. April 1873 wurde der Reichsrat von 203 auf 353, am 14. Juni 1896 auf 425 und am 21. Jänner 1907 auf 516 Abgeordnete erweitert.
Das Abgeordnetenhaus des Reichsrats hielt seine letzte Sitzung am 12. November 1918 ab; sie dauerte nur zehn Minuten, und nur sehr wenige Abgeordnete der von Altösterreich abgefallenen Gebiete nahmen noch daran teil. Auf die Ausschussberichte, die auf der Tagesordnung standen, wurde nicht mehr eingegangen. Da die förmliche Selbstauflösung im Gesetz nicht vorgesehen war, wurde beschlossen, keinen weiteren Sitzungstermin festzulegen.

### Staatsgrundgesetz über die allgemeinen Rechte der Staatsbürger
Das Staatsgrundgesetz über die allgemeinen Rechte der Staatsbürger für die im Reichsrathe vertretenen Königreiche und Länder  (StGG, auch StGG 1867) war auf Initiative des Verfassungsausschusses zustande gekommen. Es enthielt einen Grundrechtskatalog, der wesentlich nach dem Vorbild der Märzverfassung von 1849 gestaltet war. Die Bestimmungen waren:
- Art. 1: Österreichische Staatsbürgerschaft für die Angehörigen Cisleithaniens
- Art. 2: Gleichheit vor dem Gesetz
- Art. 3: Gleiche Zugänglichkeit zu den öffentlichen Ämtern für alle Staatsbürger
- Art. 4: Freizügigkeit der Person
- Art. 5: Unverletzlichkeit des Eigentums
- Art. 6: Aufenthaltsfreiheit
- Art. 7: Aufhebung jedes Untertänigkeits- und Hörigkeitsverbandes und des geteilten Eigentums
- Art. 8: Freiheit der Person (das Gesetz vom 27. Oktober 1862 zum Schutze der persönlichen Freiheit wurde zu einem Bestandteil dieses Staatsgrundgesetzes erklärt)
- Art. 9: Hausrecht (das Gesetz vom 27. Oktober 1862 zum Schutze des Hausrechts wurde zu einem Bestandteil dieses Staatsgrundgesetzes erklärt)
- Art. 10: Briefgeheimnis
- Art. 11: Petitionsrecht
- Art. 12: Vereins- und Versammlungsfreiheit
- Art. 13: Pressefreiheit
- Art. 14: Glaubens- und Gewissensfreiheit
- Art. 15: Öffentliche Religionsausübung für die gesetzlich anerkannten Kirchen und Religionsgesellschaften
- Art. 16: Private Religionsausübung für Anhänger sonstiger Religionsbekenntnisse
- Art. 17: Freiheit der Wissenschaft und ihrer Lehre
- Art. 18: Freiheit der Berufswahl
- Art. 19: Gleichberechtigung aller Volksstämme des Staates
- Art. 20 gestattete die zeitweilige und örtliche Suspension der Artikel 8, 9, 10, 12 und 13 nach Maßgabe eines besonderen Gesetzes (das am 5. Mai 1869 erlassen wurde;[7])

Das Staatsgrundgesetz über die allgemeinen Rechte der Staatsbürger wurde als einziges der Staatsgrundgesetze von 1867 in den Rechtsbestand der 1918 gegründeten Republik Österreich übernommen und durch Nennung in Art. 149 Bundes-Verfassungsgesetz (B-VG) zu einem Bestandteil des Bundesverfassungsrechts gemacht.
Nach herrschender Lehre wurde jedoch Art. 1 StGG durch Art. 6 B-VG und Art. 19 StGG durch die Art. 66–68 des Staatsvertrags von St. Germain derogiert. Letztere sprechen explizit von den slowenischen und kroatischen Minderheiten in Kärnten, der Steiermark und dem Burgenland, der Art. 19 selbst ist aber noch rechtsgültig.
Art. 20 und das auf seiner Grundlage ergangene Gesetz von 1869 wurden durch Art. 149 Abs. 2 B-VG ausdrücklich aufgehoben.
1973 wurde das StGG um eine Bestimmung zum Schutze des Fernmeldegeheimnisses (Art. 10a), 1982 um eine Bestimmung zum Schutz der Freiheit der Kunst (Art. 17a) ergänzt. Das Gesetz über den Schutz der persönlichen Freiheit von 1862 (vgl. Art. 8 StGG) wurde 1988 durch ein neues Bundesverfassungsgesetz, das Bundesverfassungsgesetz über den Schutz der persönlichen Freiheit,  ersetzt.
Papst Pius IX. verurteilte das Grundgesetz in einem geheimen Konsistorium am 22. Juni 1868 als „lex infanda“ (‚abscheuliches Gesetz‘). Beim gleichen Anlass kritisierte er auch die Maigesetze von 1868.

### Staatsgrundgesetz über die Einsetzung eines Reichsgerichts
Auch das Staatsgrundgesetz über die Einsetzung eines Reichsgerichts ging auf Initiative des Verfassungsausschusses zurück. Vorbild waren zum einen das in den Verfassungen und Verfassungsentwürfen von 1848/49 vorgesehene Reichsgericht, zum anderen eine niemals aktivierte Bestimmung der Februarverfassung, dass der (1868 aufgelöste) Staatsrat auch über Kompetenzkonflikte und in streitigen Angelegenheiten des öffentlichen Rechts entscheiden können sollte.
Der Gerichtshof des öffentlichen Rechts nahm seine Arbeit 1869 auf und amtierte bis Ende 1918. Das Reichsgericht hatte seinen Sitz in Wien.

### Staatsgrundgesetz über die richterliche Gewalt
Das Staatsgrundgesetz über die richterliche Gewalt ging auf Initiative des Verfassungsausschusses zurück. Es garantierte u. a. die Unabhängigkeit der Justiz, die Trennung von Justiz und Verwaltung, die Rückkehr zum Anklageprozess im Strafverfahren, die Wiedereinführung der Geschworenengerichtsbarkeit für politische und Presseprozesse und – als eine wesentliche, zunächst jedoch kaum beachtete Neuerung – die Einführung der Verwaltungsgerichtsbarkeit in Österreich. Die Aktivierung des Verwaltungsgerichtshofes erfolgte allerdings erst mit 2. Juli 1876.

### Staatsgrundgesetz über die Ausübung der Regierungs- und Vollzugsgewalt
Das Staatsgrundgesetz über die Ausübung der Regierungs- und Vollzugsgewalt ging gleichfalls auf Initiative des Verfassungsausschusses zurück und stellte das Pendant zum Staatsgrundgesetz über die richterliche Gewalt dar, indem es die Exekutive regelte. Es wurde insbesondere die Unverantwortlichkeit des Monarchen und die Verantwortlichkeit der Minister festgelegt (die näheren Bestimmungen hierzu enthielt ein bereits am 25. Juli 1867 ergangenes Gesetz). Dem Kaiser wurde der Oberbefehl über die bewaffnete Macht belassen; das Verordnungsrecht der Minister wurde geregelt.

### Delegationsgesetz
Das inoffiziell (die Bezeichnung findet sich im Reichsgesetzblatt nicht) „Delegationsgesetz“ genannte Gesetz über die allen Ländern der österreichischen Monarchie gemeinsamen Angelegenheiten und die Art ihrer Behandlung ging auf eine der vier im Juni im Reichsrat eingebrachten Regierungsvorlagen zurück und war das österreichische Pendant zum ungarischen Gesetzesartikel XII/1867 über den österreichisch-ungarischen Ausgleich. Seinen Kurznamen verdankt es dem Umstand, dass die Gesetzgebung in den gemeinsamen Angelegenheiten der Monarchie durch jährlich parallel tagende Delegationen des österreichischen Reichsrates und des ungarischen Reichstages zu erfolgen hatte; der finanzielle Ausgleich erfolgte durch etwa alle zehn Jahre tätige, kleinere Deputationen, die die Prozentanteile Cis- und Transleithaniens am Budget der drei gemeinsamen Ministerien zu verhandeln hatten.
Jede der beiden Delegationen umfasste 60 Mitglieder und bestand zu einem Drittel aus Mitgliedern des Herrenhauses bzw. des Magnatenhauses, zu zwei Dritteln aus Mitgliedern des Abgeordnetenhauses des Reichsrates bzw. Reichstages. Die Vorlagen, mit denen sich die Delegationen zu befassen hatten, waren in den beiden Staaten zumeist politisch akkordiert und mussten dies auch sein, da Debatten zwischen den beiden Delegationen nicht vorgesehen waren: Sie tagten in der Regel gleichzeitig in einer der beiden Hauptstädte, aber getrennt. Beschlüsse kamen zustande, wenn gleichlautende Anträge in beiden Delegationen, unabhängig voneinander, die Mehrheit erreichten.
Erwies sich dies trotz mehrerer Versuche als nicht zielführend, konnte gemäß § 31 des Delegationsgesetzes jede der beiden Delegationen eine gemeinschaftliche Plenarsitzung beider Delegationen beantragen, wie sie auch in § 15 erwähnt war; die andere Delegation durfte dann nicht ablehnen. Stimmberechtigt war diesfalls die gleiche Anzahl von österreichischen wie ungarischen Delegationsmitgliedern, auch wenn von einer der beiden Delegationen mehr Mitglieder anwesend waren. Die Pro- und Kontrastimmen wurden in diesem Fall auch gemeinsam gezählt, nicht nach Delegationen getrennt. Da gemeinsame Sitzungen den von österreichischer, nicht aber ungarischer Seite geschätzten Reichsgedanken symbolisiert hätten, vermied die ungarische Seite konsequent, es zu gemeinsamen Sitzungen kommen zu lassen.
Als gemeinsame oder pragmatische Angelegenheiten (somit kaiserlich und königlich) galten gemäß § 1 des Gesetzes ausschließlich:
- a) die auswärtigen Angelegenheiten
- b) das Kriegswesen mit Inbegriff der Kriegsmarine, jedoch unter Ausschluss u. a. des Rekrutierungswesens
- c) das Finanzwesen hinsichtlich der Punkte a) und b).

Entsprechend diesen Punkten wurden Außen- und Kriegsministerium zu gemeinsamen Ministerien erklärt und ein gemeinsames Finanzministerium eingerichtet. Das Kriegsministerium war nun für das gemeinsame Heer und die Kriegsmarine zuständig, nicht aber für die neu errichteten getrennten Landwehren Cis- und Transleithaniens.
Ferner wurden gemäß § 2 des Gesetzes einige Angelegenheiten zwar nicht gemeinsam verwaltet, jedoch in beiden Parlamenten – nicht in den Delegationen – nach gleichen Grundsätzen behandelt und übereinstimmend beschlossen (dualistische Angelegenheiten):
- a) die kommerziellen Angelegenheiten (speziell die Zollgesetzgebung)
- b) indirekte Abgaben auf die industrielle Produktion
- c) die Feststellung des Münzwesens und des Geldfußes
- d) Verfügungen bezüglich jener Eisenbahnlinien, welche das Interesse beider Reichshälften berühren
- e) die Feststellung des Wehrsystems

Die Tätigkeiten der Delegationen und der Deputationen wurden mit der Aufkündigung des Ausgleichs durch das Königreich Ungarn per 31. Oktober 1918 obsolet.

## Originaltexte
- Staatsgrundgesetz über die allgemeinen Rechte der Staatsbürger, geltende Fassung auf ris.bka.gv.at
- Original von 1867, auf alex.onb.ac.at